# 波默斯貝格山
47°18′47″N 15°36′28″E / 47.313068°N 15.607876°E
波默斯貝格山（德語：Pommesberg），是奧地利的山峰，位於該國東南部，由施泰爾馬克州負責管轄，屬於格拉茨高地的一部分，海拔高度1,287米，每年平均降雨量1,475毫米。